# Nowy Tomyśl (stacja kolejowa)
Nowy Tomyśl – stacja kolejowa w Nowym Tomyślu, w województwie wielkopolskim, w Polsce, leżąca na szlaku kolejowym Warszawa Zachodnia - Frankfurt (Oder).

## Opis
Według klasyfikacji PKP ma kategorię dworca lokalnego. Znajdują się tu 2 perony. We wrześniu 2020 przystąpiono do budowy nowego dworca kolejowego, który oddano do użytku 4 listopada 2022. Stary dworzec ma zostać przekazany samorządowi lokalnemu. Koszt realizacji inwestycji wyniósł 4,1 mln zł.

## Ruch pasażerski
| Rok  | Wymiana roczna | Wymiana pasażerska na dobę | Miejsce w Polsce |
| ---- | -------------- | -------------------------- | ---------------- |
| 2017 | 803 000        | 2200                       |                  |
| 2018 | 839 500        | 2300                       |                  |
| 2019 | 912 500        | 2500                       |                  |
| 2020 | 512 400        | 1400                       |                  |
| 2021 | 438 000        | 1200                       |                  |
| 2022 | 547 500        | 1500                       |                  |
| 2023 | 693 500        | 1900                       |                  |